# Euloewiopsis anthracina
Euloewiopsis anthracina là một loài ruồi trong họ Tachinidae.